# Дур-Чу
Дур-Чу, або Дхур (дзонґ-ке དུར་, Вайлі: dur) — високогірна річка, яка тече в дзонгхазі Бумтанг, на північному сході Бутану. Річка є одним із витоків Менчугангу. Довжина Дур-Чу становить близько 25 км і його води разом з водами Рамлінгу утворюють Менчуганг. У гирлі річки розташовано кілька гарячих джерел.
Територія навколо Дур-Чу покрита в основному хвойним лісом. Цей район відомий своєю виключно багатою флорою. Багато рослин є ендемічними у вузькій долині річки, наприклад, рідкісні лілії Lilium sherriffiae. Рослину Pedicularis dhurensis було навіть названо Р. Р. Міллом на честь річки.